# 塞沙爾
塞沙爾（葡萄牙語：Seixal）是葡萄牙的一个的市镇。面積96平方公里，人口184269（2011年）。塞沙爾管轄有6個堂區。在行政區劃上屬塞圖巴爾區。塞沙爾位於里斯本郊區。1976年以来，塞沙爾一直由葡萄牙共產黨及其领导的联合人民联盟、统一民主联盟执政。葡萄牙共产党在这里有大量的支持者，并且每年在塞沙爾舉行大型文化节日“前进报节”。

## 外部連結
- Town Hall official website （页面存档备份，存于）
- Guia do Seixal （页面存档备份，存于）